# Domestic Finishing Mill

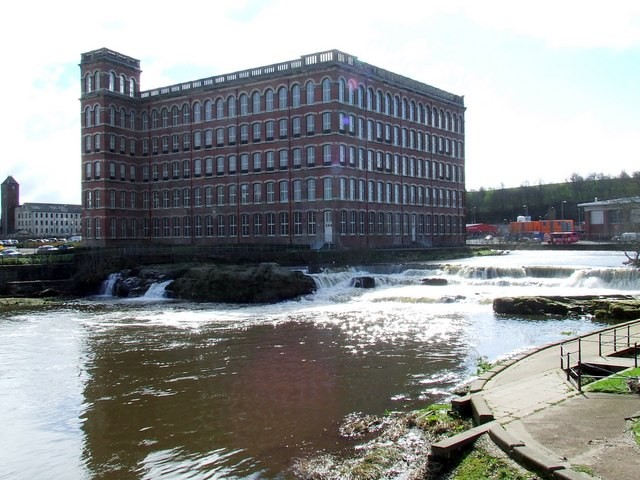
Domestic Finishing Mill

Die Domestic Finishing Mill ist eine ehemalige Spinnerei in der schottischen Stadt Paisley in der Council Area Renfrewshire. 1984 wurde das Bauwerk in die schottischen Denkmallisten zunächst in der Kategorie B aufgenommen. Die Hochstufung in die höchste Kategorie A erfolgte 1989. Zusammen mit der ebenfalls denkmalgeschützten Mile End Mill gehörte sie zu dem Unternehmen Anchor Mills.

## Beschreibung
Das fünfstöckige Gebäude liegt westlich des Stadtzentrums von Paisley am Ufer des White Cart Water. Es wurde im Jahre 1886 nach einem Entwurf des Architekturbüros Woodhouse & Morley gebaut. Bereits zu diesem Zeitpunkt wurde das gesamte Gebäude ausschließlich durch elektrisches Licht beleuchtet. Zwischen 1912 und 1914 wurden verschiedene Erweiterungen hinzugefügt.
Die Sprossenfenster sind auf 16 beziehungsweise 18 vertikalen Achsen angeordnet. Die südwestliche Gebäudeecke folgt dem Lauf des White Cart Waters und ist abgerundet. Das Mauerwerk besteht aus rotem Backstein. Die Bögen der Rundbogenfenster sind durch cremefarbenen Sandstein abgesetzt. Ein Zierband aus gleichem Material läuft am Fuß der Fensterreihen um. Am Fundament ist Quaderstein verarbeitet, der auch bossiert im Eingangsbereich zu finden sind. An den Nordost- und Südostkanten ragen sechsstöckige Türme auf. Sie schließen mit Flachdächern ab, die eine rund 2,4 m hohe Balustrade umläuft.
Nach Einstellung der Produktion an diesem Standort im Jahre 1993 wurden zahlreiche Außengebäude niedergerissen. In der Domestic Finishing Mill wurden Wohnungen sowie Büro- und Geschäftsräume eingerichtet. Des Weiteren befindet sich ebenerdig ein Supermarkt.